# Manuel Gélin
 (octobre 2018).
Si vous disposez d'ouvrages ou d'articles de référence ou si vous connaissez des sites web de qualité traitant du thème abordé ici, merci de compléter l'article en donnant les références utiles à sa vérifiabilité et en les liant à la section « Notes et références ».
Pour les articles homonymes, voir Gélin.
Manuel Gélin, né le 31 juillet 1958 à Boulogne-Billancourt, est un acteur français.

## Famille et vie privée
Manuel Gélin est le fils de Daniel Gélin, le demi-frère de Xavier Gélin et Maria Schneider, le frère de Fiona Gélin et l’oncle du réalisateur Hugo Gélin.
Il se marie en 1983 avec le mannequin Laurie Mcloughlin.[réf. nécessaire]
Ensuite il épouse la productrice  Mexicaine Gabriela Chavira avec laquelle il aura une fille : Lana, née en 1998.[réf. nécessaire]
En 2015, il épouse la  comédienne Juliette Meyniac.[réf. nécessaire]

## Biographie
Manuel Gélin est né le 31 juillet 1958 à Boulogne-Billancourt. Son père était l'acteur Daniel Gélin et sa mère, Sylvie Hirsch, était mannequin et égérie de Christian Dior dans les années 1950.
Après une enfance et une adolescence passées à l'île de Ré, Manuel décide de partir à Londres pour apprendre le montage. L'année suivante, il s'inscrit au Cours Florent pour devenir comédien. Robert Hossein le remarque et l'engage dans la pièce Les Hauts du Hurlevent adaptée du roman d'Emily Brontë. Ensuite, il enchaine avec une pièce de boulevard C'est à cette heure-ci que tu rentres où il joue aux côtés de son père. Il rencontre Jacques Fansten qui l'engage dans son téléfilm Je dors comme un bébé auprès de Macha Méril et Henri Garcin. Ensuite, il tourne avec, entre autres, Yves Allégret et Jean-Paul Sassy pour la télévision. En 1986, il décroche le rôle de Luc Sainclair dans la série Formule1 (12 x 52 minutes sur TF1) aux côtés de son père et de l'acteur canadien Serge Dupire. C'est amusant pour Manuel d'interpréter l'équivalent de Michel Vaillant, une de ses bandes dessinées préférées quand il était enfant. Côté cinéma, dans les années 1980, Claude Lelouch lui propose le rôle du chanteur dans Les Uns et les Autres aux côtés de Geraldine Chaplin, James Caan et encore Robert Hossein qui joue son père. Enfin, Jean Becker l'engage pour tourner dans L'Été meurtrier auprès d'Isabelle Adjani, Alain Souchon et un jeune comédien prometteur, François Cluzet. Le film a fait la carrière que l'on connaît, gros succès et César de la meilleure actrice pour Adjani.
Manuel enchaîne avec d'autres films, moins importants, et continue par la suite à tourner principalement pour la télévision.
Il sort également trois singles dans les années 1980 et 1990 et compose pour le théâtre et le documentaire.
Dans les années 2000, il passe à la réalisation. Un court métrage, Caractères gras pour Canal+, des documentaires comme Daniel Gélin, mon père pour France 3, ou Pacific Shots pour Odyssée-TF1. Il participe également à l'écriture de plusieurs scénarios.
Manuel Gélin continue de tourner pour la télévision et revient au théâtre sous la houlette de Jean-Luc Moreau dans deux pièces d'Éric Assous Les belles-sœurs en 2007 et Les hommes préfèrent mentir en 2009 qu'il joue au théâtre Saint-Georges puis en tournée.
En 2011, il part en tournée avec la pièce C'est pas le moment de Jean-Claude  Islert avec Jacques Balutin comme partenaire.
En 2016, il joue au Théâtre Rive-Gauche dans Une Folie de Sacha Guitry avec Lola Dewaere, Olivier Lejeune, Alice Carel et Marianne Giraud.
En 2017, il joue la pièce Un air de Provence de Jean Marie Chevret mise en scène par Gérard Moulevrier avec Julie Arnold, Kevin Dias, Marie Clément et Manoelle Gaillard au Théatre de la Tête d'Or à Lyon.
En 2019, il ecrit avec Syvain Meyniac "A vrai dire" qui sera crée au Theatre du Gymnase.
Toujours en 2019, il joue dans "Si je peux me permettre" de Robert Lamoureux à Lyon et en tournée.
2021 "La Maternelle" une pièce d'Arnaud Gidoin mise en scène Anne Bouvier au Theatre Tête d'Or à Lyon.
2022-2023, "Un conseil d'ami" de Didier Caron, 2 tournées et au Theatre Marigny avec C Vadim, M Fugain et J Meyniac
2024 "5 à 7 " de Neil Simon avec Axelle Abadie
Il consacre de plus en plus de temps à l'écriture pour le theatre, notamment pour un seul en scène prévu qui va se monter prochainement.

## Filmographie

### Cinéma
- 1979 : Courage fuyons de Yves Robert : un manifestant
- 1981 : Les Uns et les Autres, de Claude Lelouch : Patrick Prat
- 1982 : L'Abîme des morts vivants, de Jesús Franco : Robert Blabert
- 1982 : N'oublie pas ton père au vestiaire..., de Richard Balducci : Philippe Chevrier
- 1982 : Le Crime d'amour, de Guy Gilles : François
- 1983 : L'Été meurtrier, de Jean Becker : Boubou, le frère de « Pin Pon »
- 1983 : Joy, de Sergio Bergonzelli : Alain
- 1983 : Le Voleur de feuilles, de Pierre Trabaud : Jean
- 1984 : Vénus, de Jean Jabely : Pêcheur
- 1984 : Comment draguer tous les mecs, de Jean-Paul Feuillebois : Denis
- 1985 : Si t'as besoin de rien... fais-moi signe, de Philippe Clair : Charles
- 1985 : Le Facteur de Saint-Tropez, de Richard Balducci : Julien
- 1992 : Coup de jeune, de Xavier Gélin : Gaudéamus, à 35 ans
- 1993 : De force avec d'autres, de Simon Reggiani : Manu
- 2005 : Le Courage d'aimer, de Claude Lelouch : Mari de Sarah
- 2007 : Tombé d'une étoile de Xavier Deluc
- 2009 : Incognito, d'Éric Lavaine : le patron du bar
- 2016 : Pension complète de Florent Emilio Siri

2022 "Hi How Are You" de Clemy Clarcke

### Télévision

#### Téléfilms
- 1979 : C'est à c't'heure-ci que tu rentres?, de Bernard Deflandre : Eric
- 1980 : Je dors comme un bébé, de Jacques Fansten : Frédéric
- 1981 : Douchka, de Jean-Paul Sassy : François
- 1984 : Battling le ténébreux, de Louis Grospierre, Manuel
- 1986 : Et demain viendra le jour, de Jean-Louis Lorenzi
- 1988 : Les Cinq Dernières Minutes Crime blanc bleu de Louis Grospierre
- 1993 : Le Crabe sur la banquette arrière, de Jean-Pierre Vergne : le médecin fibro
- 1993 : Catherine Courage, de Jacques Ertaud : Jérôme
- 1995 : Charlotte et Léa, de Jean-Claude Sussfeld : Charles Vaudreuil
- 1996 : La Dame du cirque, de Igaal Niddam : Antonio
- 1997 : Formule 1, série Franco-Canadienne réalisé par Paul Planchon : Luc Sainclair
- 2003 : Drôle de genre, de Jean-Michel Carré : Claude Dubosc
- 2005 : Dolmen, de Didier Albert : ''Loïc Kermeur''
- 2006 : Profils criminels, de Laurent Carcélès : Paul Marchand
- 2011 : Trois filles en cavale, de Didier Albert : Pierre
- 2012 : La Femme cachée, de Michel Favart : Bernard Lerieux
- 2015 : Pierre Brossolette de Coline Serreau : Le Lieutenant

#### Séries télévisées
- 1981 : Les Enquêtes du commissaire Maigret, épisode : Le Pendu de Saint-Pholien d'Yves Allégret
- 1988 : Formule 1 (série)
- 1996 : Studio Sud, de Georges Bensoussan, Emmanuel Fonlladosa  : Olivier
- 1996 : Les Cordier, juge et flic, épisode Un alibi en béton de Laurent Carcélès :
- 1996 - 2008 : Sous le soleil : Yves (Saison 1, épisode 3)Oscar (amant de Catherine Lorenzi) Romain Marchal (Fiancé abandonné de Jessica Lowry et directeur de la Clinique du Golf)
- 2000 : Julie Lescaut, épisode 5 saison 9, L'ex de Julie de Pascal Dallet : Patrice Vignard
- 2011 : Braquo (saison 2) de Philippe Haïm et Éric Valette : le préfet
- 2012 : Camping Paradis (saison 4, épisode 2) : François
- 2012 : Week-end chez les toquées, épisode Un parfum de liberté de Vincent Giovanni
- 2017 : Munch, Mi Figue-Mi Raisin  de Nicolas Guicheteau : Jacques Lauriac
- 2021 : Jugée coupable : Pierre Neuville

Il apparait dans des épisodes de nombreuses séries dont : Père et maire, Avocats et Associés, Navarro, Commissaire Moulin, Femmes de loi, Léa Parker, Alex Santana, négociateur, H, Julie Lescaut, Les Bœuf-carottes, Extrême Limite, Les Cordier, juge et flic, Les Cinq Dernières Minutes, Joséphine, ange gardien, Alice Nevers : Le juge est une femme.

#### Animateur
De 1993 à 1995 il anime sur Antenne 2 une séquence en dernière partie de Giga une émission pour la jeunesse.

### Réalisateur
- Pino, sketches sur une idée de Manuel Gélin, auteurs: Manuel Gélin et Lolo Zazar.  Réalisé par Lolo Zazar
- La famille Gélin, Canal + (centenaire du cinéma Français: Mara Villiers)
- Caractères Gras court-métrage avec Olivier Soler, Marie Fugain, Chick Ortega, Imany, Patrick Chêne, etc.
- Pacific Shots, documentaire sur le film Le Prince du Pacifique d'Alain Corneau avec la participation d'Alain Corneau, Thierry Lhermitte, François Berléand, Marie Trintignant, etc.
- Lola, clip d'Allan Théo
- Daniel Gélin, mon père..., France 3
- Mauvaise Manip, court-métrage écrit, interprété et réalisé par Manuel Gélin avec Juliette Meyniac, 2015

## Doublage
- 2003 : Un homme à part : Jack Slayton (Timothy Olyphant)

## Théâtre
- 1979 : Les Hauts de Hurlevent d'après Emily Brontë, mise en scène Robert Hossein, Théâtre de Boulogne-Billancourt
- 2007 : Les Belles-sœurs d'Éric Assous, mise en scène Jean-Luc Moreau, Théâtre Saint-Georges, tournée en 2008
- 2009 : Les hommes préfèrent mentir d'Éric Assous, mise en scène Jean-Luc Moreau, Théâtre Saint-Georges
- 2011 : C'est pas le moment! de Jean-Claude Islert, mise en scène Jean-Luc Moreau, tournée
- 2015 : Une folie de Sacha Guitry, mise en scène Francis Huster & Olivier Lejeune, Theatre Rive Gauche
- 2017 : Un air de Provence de Jean-Marie Chevret, mise en scène Gérard Moulevrier, théâtre Tête d'Or et tournée
- 2019 - 2020 : Si je peux me permettre de Robert Lamoureux, mise en scène Jeoffrey Bourdenet, tournée
- 2019 : A vrai dire de Manuel Gélin et Sylvain Meyniac. Theatre du Gymnase
- 2021 : La Maternelle d'Arnaud Gidoin, mise en scène Anne Bouvier, tournée
- 2022 - 2023 : Un conseil d'ami de et mise en scène Didier Caron, tournée
- 2024 : Cinq à sept de Neil Simon, mise en scène Gérard Moulévrier, théâtre Tête d'Or